# Paguristes puncticeps
Paguristes puncticeps är en kräftdjursart som beskrevs av James Everard Benedict 1901. Paguristes puncticeps ingår i släktet Paguristes och familjen Diogenidae. Inga underarter finns listade i Catalogue of Life.

## Bildgalleri

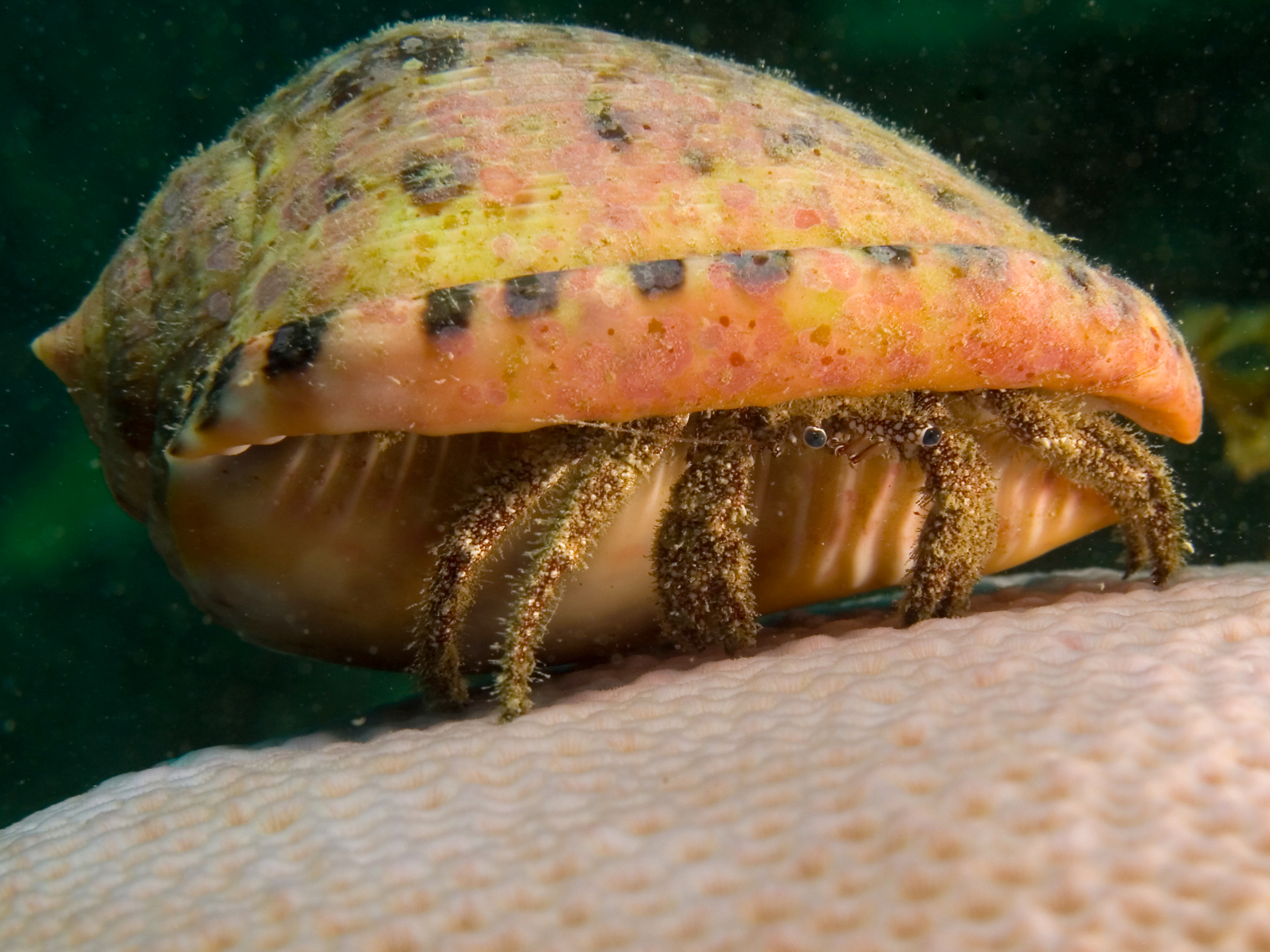
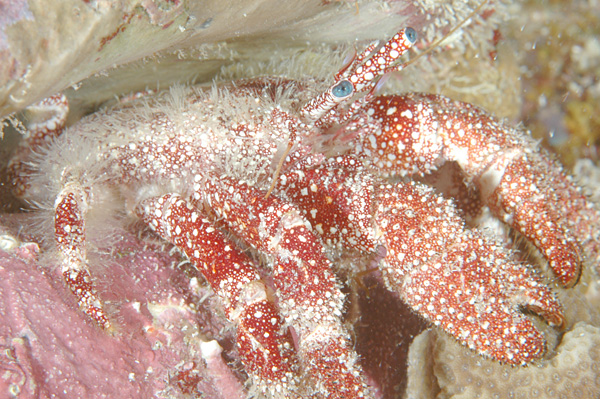